# Johann Joseph Abert
Johann Joseph Abert, född 20 september 1832 nära Gastorf i Böhmen, död 1 april 1915 i Stuttgart, var en tysk tonsättare. Han var far till Hermann Abert.
Abert studerade vid konservatoriet i Prag, anställdes 1852 vid hovkapellet i Stuttgart och var 1867–1888 hovkapellmästare där. Han komponerade konserter, symfonier, pianomusik och operor (Astorga, König Enzio med flera).